# そろばん教室
『そろばん教室』（ -きょうしつ）は、NHKラジオ第2放送で1960年4月4日から1997年4月4日にかけて放送された、珠算（そろばん）を取り上げた教育番組である。放送時間は毎週平日の18:00 - 18:20、後に16:40 - 17:00であった。

## 概要
ひと講座は半年間あり、初心者が珠算検定3級取得を目指せるように構成された。講座スケジュールは、そろばんの仕組みから始まり、5玉・1玉の区別→足し算→引き算→掛け算→割り算と続き、そろばんの基礎である見取り算、読上算、暗算を習い、ラジオ放送を聴きながら一通り勉強（独習）できる構成である。テキストは3カ月に1度発売した。
放送は先生と小学生の生徒8-10人程が対面し教授する、という方式で進める。講義、そしてその合間で先生の問いかけに生徒が『ハイ!』と元気よく答え、そのうちの一人を先生が指名して答えさせるというものだった。読上算の場合は正答なら皆で『御名算!』と唱和し、誤答なら「はい、他の人」と先生が言う。読上算は先生がコメントする場合もあったり、御名算と唱和する人数がごく少数の場合に先生が「御名算の数が少ないけど合ってます」とコメントすることもあった。
何ヶ月かに一度、金曜日に「力試し」と題したテストを行い、その解答を応募した一般の聴取者の中から優秀な成績を収めたリスナーの小学生らを集めた読上算の紅白対抗大会を行って放送した。
年度上半期（4月 - 9月）に放送した内容は年度下半期（10月-翌年3月）に再放送する。力試しと紅白対抗読み上げ算大会は随時収録したため下半期の再放送はなかった。

## 講師
- 大場義雄
- 稲垣儀一

一時期、大場と稲垣が3カ月ごとの交代で担当していたり、大場が半年間の講義を担当したこともあった。

## NHK教育テレビ版
NHK名古屋放送局制作（テレビのみ）。放送期間中はラジオ・テレビで同じテキストを使い、内容に関連を持たせた。
- 放送期間
  - 1962年4月 - 1968年3月
- 放送時間
  - 1962年4月 - 1964年3月：月 - 金曜日 18:15 - 18:30
  - 1964年4月 - 1965年3月：水・土曜日 19:00 - 19:30
  - 1965年4月 - 1966年3月：水・木曜日 19:30 - 20:00
  - 1966年4月 - 1967年3月：火・木曜日 18:00 - 18:20
  - 1967年4月 - 1968年3月：火・木曜日 19:30 - 20:00
- 講師
  - 山中敏市